# Площадь Малышева (Екатеринбург)
Пло́щадь Ма́лышева (прежние названия: Зелёный рынок, Старый толкучий рынок) — площадь в жилом районе «Центральный» Ленинского административного района Екатеринбурга. Находится на перекрёстке улиц Малышева и 8 Марта, до конца 2000-х годов была ограничена с юга улицей Малышева, с запада — улицей 8 Марта, с севера — зданием театра эстрады, с востока — зданием Дома обороны. На 2012 год площадь фактически застроена.

## История
Площадь возникла практически одновременно с постройкой на Покровском проспекте Максимилиановской церкви, на плане 1845 года обозначена как открытое пространство вокруг нового храма, занимавшего юго-западный угол площади. Во второй половине XIX века площадь Малышева занимала территорию между Покровским проспектом (сейчас улица Малышева) и границей участка горного ведомства, улице Уктусской (улица 8 Марта) и Александровской богадельней. В северной части площади в память освобождения от крепостного права рабочих Уральских заводов была построена часовня во имя Ангела-хранителя императора Александра II, известная также как Александровская часовня.
На площади действовал Зелёный рынок, в просторечье называемый Старая толкучка или Старый толкучий рынок (Новый толкучий рынок располагался на Коковинской площади). На этом рынке размещалось несколько рядов деревянных лавок, принадлежавших главным образом мещанам и крестьянам. Главным видом торговли на Зелёном рынке была мелочная торговля овощами, овощные ряды находились у Александровской часовни. Кроме овощей, на толкучем рынке торговали также мукой и зерном (единичные торговцы), бакалеей, кошомным и валеным товаром, готовой одеждой и обувью крестьянского изготовления, кожевенными изделями, глиняной и стеклянной посудой, а также «железным» товаром. На толкучке имелся и свой обжорный ряд, в котором торговали всевозможным съестным, рассчитанным на немедленное потребление.
В 1889 году площадь имела длину и ширину около 75 саженей и была выложена каменными плитами.
По воспоминаниям П. П. Бажова: «За церковью до моста с поворотом к богадельне раскинулась торговля овощами из мелких палаток и с телег… Обилие людей, покупавших на Зелёном базаре картошку, капусту и другие овощи, удивляло меня».
В советское время периметр площади был постепенно застроен зданиями Дома контор, бытового комбината «Рубин» (архитекторы П. Д. Дёминцев и Ф. С. Таксис), Дома обороны, в северной части площади был возведён Дом политического просвещения, впоследствии перепрофилированный в Уральский театр эстрады.
После восстановления в юго-западной части площади немного уменьшенной реплики храма «Большой Златоуст» (бывшая Максимилиановская церковь) площадь оказалась практически полностью застроенной.

## Транспорт

### Наземный общественный транспорт
Ближайшие остановки общественного транспорта:.
- «Площадь 1905 года»:

Автобус: № 012, 014, 016, 019, 36, 46, 50, 54, 054, 57, 57А;
- «Площадь Малышева» («Храм Большой Златоуст»[4]) :

Автобус: № 24, 25, 36, 056, 070;
Троллейбус: № 3, 7, 15;

### Ближайшие станции метро
В 200 м севернее площади находится станция 1-й линии Екатеринбургского метрополитена  «Площадь 1905 года».

## Памятники, скульптуры, памятные доски

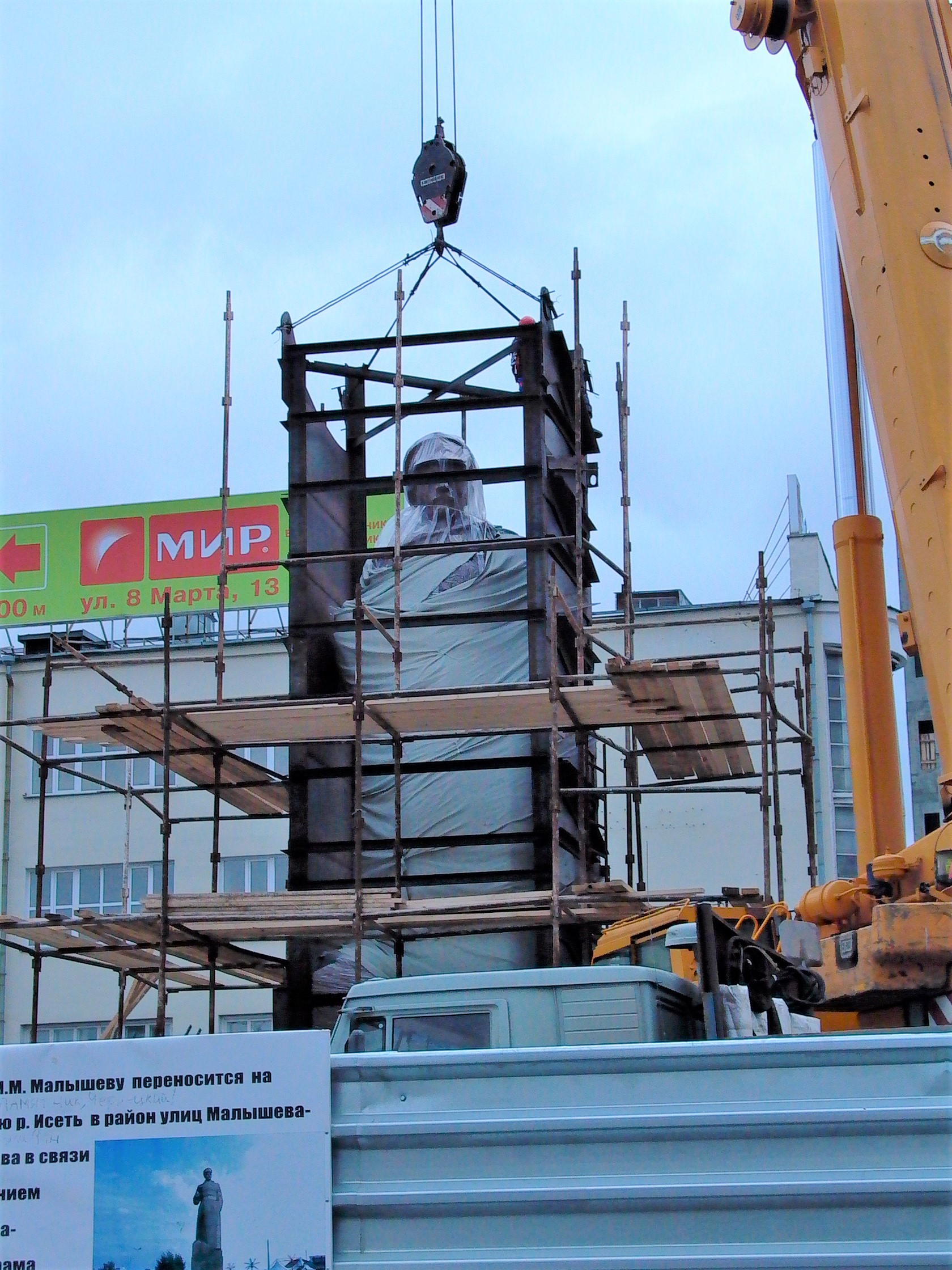
Демонтаж памятника Малышеву для переноса

Площадь Малышева стала называться так после того, как в октябре 1977 года был воздвигнут памятник уральскому революционеру И. М. Малышеву работы скульптора В. Е. Егорова, но перед строительством здесь храма «Большой Златоуст» монумент в конце 2006 года был перенесён.